# Głowy państwa Bułgarii

## Ludowa Republika Bułgarii(1946-1990)
W latach 1946-1990 urząd głowy państwa pełnił organ kolegialny, jego przewodniczący pełnił jedynie m.in. funkcje reprezentacyjne i protokolarne.
- tymczasowo

| #                                                | Imię i Nazwisko              | Portret | Kadencja          | Kadencja          | Partia polityczna | Partia polityczna |
| #                                                | Imię i Nazwisko              | Portret | Od                | Do                | Partia polityczna | Partia polityczna |
| ------------------------------------------------ | ---------------------------- | ------- | ----------------- | ----------------- | ----------------- | ----------------- |
| Przewodniczący Tymczasowej Prezydencji           |                              |         |                   |                   |                   |                   |
| 1                                                | Wasił Kołarow (1877–1950)    |         | 15 września 1946  | 9 grudnia 1947    |                   | BPK               |
| Przewodniczący Prezydium Zgromadzenia Narodowego |                              |         |                   |                   |                   |                   |
| 2                                                | Minczo Nejczew (1897–1956)   |         | 9 grudnia 1947    | 27 maja 1950      |                   | BPK               |
| 3                                                | Georgi Damjanow (1892–1958)  |         | 27 maja 1950      | 27 listopada 1958 |                   | BPK               |
| -                                                | Georgi Kulisew (1885–1974)   |         | 27 listopada 1958 | 30 listopada 1958 |                   | BPK               |
| -                                                | Nikołaj Georgiew (1906–1988) |         | 27 listopada 1958 | 30 listopada 1958 |                   | BLZCh             |
| 4                                                | Dimityr Ganew (1898–1964)    |         | 30 listopada 1958 | 20 kwietnia 1964  |                   | BPK               |
| -                                                | Georgi Kulisew (1885–1974)   |         | 20 kwietnia 1964  | 23 kwietnia 1964  |                   | BPK               |
| -                                                | Nikołaj Georgiew (1906–1988) |         | 20 kwietnia 1964  | 23 kwietnia 1964  |                   | BLZCh             |
| 5                                                | Georgi Trajkow (1898–1975)   |         | 23 kwietnia 1964  | 6 lipca 1971      |                   | BLZCh             |
| Przewodniczący Rady Państwa                      |                              |         |                   |                   |                   |                   |
| 6                                                | Todor Żiwkow (1911–1998)     |         | 8 lipca 1971      | 17 listopada 1989 |                   | BPK               |
| 7                                                | Petyr Mładenow (1936–2000)   |         | 17 listopada 1989 | 3 kwietnia 1990   |                   | BPK               |

### Przewodniczący Bułgarskiej Partii Komunistycznej
- tymczasowo

| Pierwszy Sekretarz Centralnego Komitetu Bułgarskiej Partii Robotniczej     |                              |  |                   |                   |
| 1                                                                          | Trajczo Kostow (1897–1949)   |  | 1 marca 1945      | 4 stycznia 1948   |
| Sekretarz Generalny Centralnego Komitetu Bułgarskiej Partii Komunistycznej |                              |  |                   |                   |
| 2                                                                          | Georgi Dymitrow (1882–1949)  |  | 4 stycznia 1948   | 2 lipca 1949      |
| -                                                                          | Sekretariat                  |  | 2 lipca 1949      | 8 listopada 1949  |
| 3                                                                          | Wyłko Czerwenkow (1900–1980) |  | 8 listopada 1949  | 26 stycznia 1954  |
| -                                                                          | Sekretariat                  |  | 26 stycznia 1954  | 4 marca 1954      |
| Pierwszy Sekretarz Bułgarskiej Partii Komunistycznej                       |                              |  |                   |                   |
| 4                                                                          | Todor Żiwkow (1911–1998)     |  | 4 marca 1954      | 4 marca 1981      |
| Sekretarz Generalny Centralnego Komitetu Bułgarskiej Partii Komunistycznej |                              |  |                   |                   |
| (4)                                                                        | Todor Żiwkow (1911–1998)     |  | 4 marca 1981      | 10 listopada 1989 |
| 5                                                                          | Petyr Mładenow (1936–2000)   |  | 10 listopada 1989 | 2 lutego 1990     |
| Przewodniczący Bułgarskiej Partii Komunistycznej                           |                              |  |                   |                   |
| 6                                                                          | Aleksandyr Liłow (1933–2013) |  | 2 lutego 1990     | 3 kwietnia 1990   |

## Republika Bułgarii (od 1990)
- tymczasowo

| #                   | Imię i Nazwisko             | Portret | Kadencja         | Kadencja         | Partia polityczna | Partia polityczna |
| #                   | Imię i Nazwisko             | Portret | Od               | Do               | Partia polityczna | Partia polityczna |
| ------------------- | --------------------------- | ------- | ---------------- | ---------------- | ----------------- | ----------------- |
| Prezydent Republiki |                             |         |                  |                  |                   |                   |
| 1                   | Petyr Mładenow (1936–2000)  |         | 3 kwietnia 1990  | 6 lipca 1990     |                   | BSP               |
| -                   | Stanko Todorow (1920–1996)  |         | 6 lipca 1990     | 17 lipca 1990    |                   | BSP               |
| -                   | Nikołaj Todorow (1921–2003) |         | 17 lipca 1990    | 1 sierpnia 1990  |                   | BSP               |
| 2                   | Żelu Żelew (1935–2015)      |         | 1 sierpnia 1990  | 22 stycznia 1997 |                   | ZSD               |
| 3                   | Petyr Stojanow (ur. 1952)   |         | 22 stycznia 1997 | 22 stycznia 2002 |                   | ZSD               |
| 4                   | Georgi Pyrwanow (ur. 1957)  |         | 22 stycznia 2002 | 22 stycznia 2012 |                   | BSP               |
| 5                   | Rosen Plewneliew (ur. 1964) |         | 22 stycznia 2012 | 22 stycznia 2017 |                   | GERB              |
| 6                   | Rumen Radew (ur. 1963)      |         | 22 stycznia 2017 | nadal            |                   | bezpartyjny       |